# Queen of the World
Queen of the World is een jaarlijkse internationale missverkiezing die sinds 1988 bestaat.

## Geschiedenis
Queen of the World werd in 1988 gecreëerd door de Oostenrijker Erich Reindl die eerder al Miss Oostenrijk en Miss Europa organiseerde en Miss Duitsland had opgericht. Naast Queen of the World richtte hij ook Queen of Europe op. De eerste wedstrijd werd gehouden in Duitsland, waar de verkiezing sindsdien het vaakst werd georganiseerd. De Queen of the World-verkiezing behoort niet tot de "Grandslam Pageants" oftewel "The Grandslam of Beauty", in tegenstelling tot een aantal andere internationale verkiezingen. Queen of the World is de enige internationale verkiezing waarin de BeNeLux vertegenwoordigt wordt door één deelneemster, in andere verkiezingen is het voor de deelneemsters uitsluitend toegestaan om hun land, eiland of eilandengroep zoals Frans-Polynesië te vertegenwoordigen.

## Winnaressen
| Jaar      | Winnares              | Land winnares | Gaststad    | Gastland   |
| --------- | --------------------- | ------------- | ----------- | ---------- |
| 2011      | Natalia Wesolowska    | Polen         | Berlijn     | Duitsland  |
| 2010      | Maria Furdychka       | Rusland       | Nürburgring | Duitsland  |
| 2009      | Veronika Vovchuk      | Oekraïne      | Berlijn     | Duitsland  |
| 2008      | Julia Schmidt         | Liechtenstein | Ischgl      | Oostenrijk |
| 2007      | Roxana Curelea        | Roemenië      | Ischgl      | Oostenrijk |
| 2006      | Lisette Garcia        | Cuba          | Mannheim    | Duitsland  |
| 2005      | -                     | -             | -           | -          |
| 2004      | Anja Buettgen         | Zuid-Afrika   | München     | Duitsland  |
| 2003      | Magdalena Majewska    | Polen         | Düsseldorf  | Duitsland  |
| 2001-2002 | Íris Björk Árnadóttir | IJsland       | Düsseldorf  | Duitsland  |
| 2000      | Janice Velez          | Puerto Rico   | -           | -          |
| 1999      | -                     | -             | -           | -          |
| 1998      | Katka Stocesova       | Tsjechië      | Bonn        | Duitsland  |
| 1997      | Natalia Kacinova      | Slowakije     | Baden-Baden | Duitsland  |
| 1996      | Yasemine Mansoor      | Duitsland     | Baden-Baden | Duitsland  |
| 1995      | Yesim Palnouz         | Turkije       | Baden-Baden | Duitsland  |
| 1994      | Anchalotte Wiedeberg  | Zweden        | Moskou      | Rusland    |
| 1993      | -                     | -             | -           | -          |
| 1992      | Ines Kuba             | Duitsland     | Wenen       | Oostenrijk |
| 1991      | -                     | -             | -           | -          |
| 1990      | Daniela Mihalic       | Joegoslavië   | Baden-Baden | Duitsland  |
| 1989      | Elisabeth Lebioda     | Polen         | Baden-Baden | Duitsland  |
| 1988      | Susanne Stoss         | Duitsland     | Timmendorf  | Duitsland  |